# Remixed Prayers
Remixed Prayers è un EP di Madonna, pubblicato nell'agosto 1989 dalla Warner Bros. records. L'album fu all'inizio pubblicato solo in Giappone, a scopo promozionale per l'album Like a Prayer, fino a luglio '93, quando fu pubblicato anche in Australia in occasione del primo concerto di Madonna tenutosi lì (il concerto faceva parte del The Girlie Show Tour). L'album fu successivamente importato anche nel Regno Unito, negli Stati Uniti e in altri paesi, ma non fu mai ufficializzato tranne che in Australia e Giappone.

## La copertina
La copertina è stata disegnata dal fratello di Madonna, Christopher. In alto si vede una scritta: MLVC, che è l'acronimo di Madonna Louise Veronica Ciccone, e in basso si vede una P che cade: la P sta ad indicare "Penn", ovvero Sean Penn, l'ex marito della cantante.

## Il disco
Il CD contiene in tutto 8 remix di Like a Prayer e Express Yourself ed è stato co-prodotto da Madonna.

## Tracce
1. Like a Prayer (12" Dance Mix) - 7:55
2. Like a Prayer (12" Extended Remix) - 7:26
3. Like a Prayer (Churchapella) - 6:09
4. Like a Prayer (12" Club Version) - 6:38*
5. Like a Prayer (7" Remix/Edit) - 5:45*
6. Express Yourself (Non-Stop Express Mix) - 8:01
7. Express Yourself (Stop & Go Dubs) - 10:52
8. Express Yourself (Local Mix) - 6:27

- Tutte le tracce prodotte da Shep Pettibone
- (*) Remixata da Bill Bottrell